# Юніорська збірна Фінляндії з хокею із шайбою
Юніорська збірна Фінляндії з хокею із шайбою (фін. Suomen alle 18-vuotiaiden jääkiekkomaajoukkue)  — національна юніорська команда Фінляндії, що представляє країну на міжнародних змаганнях з хокею із шайбою. Опікується командою Фінський хокейний союз, команда постійно входить до чільної шістки світового хокею.

## Досягнення
- Чемпіон Європи - 1978, 1986, 1995, 1997 років.
- Чемпіон світу - 1999, 2000, 2016, 2018 років.

## Результати

### Чемпіонат Європи до 18/19 років
- 1967  -  2 місце
- 1968  - 4 місце
- 1969  - 4 місце
- 1970  - 4 місце
- 1971  - 4 місце
- 1972  - 4 місце
- 1973  - 4 місце
- 1974  -  3 місце
- 1975  - 4 місце
- 1976  -  3 місце
- 1977  - 4 місце
- 1978  -  1 місце
- 1979  -  2 місце
- 1980  - 4 місце
- 1981  - 4 місце
- 1982  - 4 місце
- 1983  -  2 місце
- 1984  - 4 місце
- 1985  - 5 місце
- 1986  -  1 місце
- 1987  - 4 місце
- 1988  -  2 місце
- 1989  -  3 місце
- 1990  - 4 місце
- 1991  -  3 місце
- 1992  - 4 місце
- 1993  - 4 місце
- 1994  - 4 місце
- 1995  -  1 місце
- 1996  -  2 місце
- 1997  -  1 місце
- 1998  -  2 місце

### Чемпіонати світу з хокею із шайбою серед юніорських команд
- 1999 —  1 місце
- 2000 —  1 місце
- 2001 —  3 місце
- 2002 — 4 місце
- 2003 — 7 місце
- 2004 — 7 місце
- 2005 — 7 місце
- 2006 —  2 місце
- 2007 — 7 місце
- 2008 — 6 місце
- 2009 —  3 місце
- 2010 —  3 місце
- 2011 — 5 місце
- 2012 — 4 місце
- 2013 —  3 місце
- 2014 —  6 місце
- 2015 —  2 місце
- 2016 —  1 місце
- 2017 —  2 місце
- 2018 —  1 місце
- 2019 — 7 місце
- 2021 — 4 місце
- 2022 —  3 місце
- 2023 — 5 місце
- 2024 — 5 місце
- 2025 — 5 місце